# Commission Knapp
Pour les articles homonymes, voir Knapp.

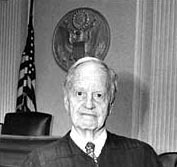
Whitmann Knapp, président de la commission

La commission Knapp (officiellement connue sous le nom de commission d'enquête sur les allégations de corruption policière) a été créée en avril 1970 par le maire John Lindsay pour enquêter sur la corruption au sein du New York City Police Department (NYPD). La création de cette commission, qui mena ses premières auditions en octobre 1971, est en grande partie le résultat de la publicité engendrée par des révélations publiques de corruption policière faites par le policier Frank Serpico et le sergent David Durk.  La commission a été présidée par le juge Whitman Knapp (en).